# Вальков Василь Матвійович
Василь Матвійович Вальков (9 січня 1919, Авдіївка (нині Сосницького району Чернігівської області) — 24 квітня 1945, Берлін) — радянський військовик, Герой Радянського Союзу (1945, посмертно).

## Життєпис
Народився 9 січня 1919 року в с. Авдіївка (нині Сосницького району Чернігівської області України) у селянській родині. Українець.
У РСЧА з 1937 року. Закінчив Орджонекідзенське військове училище в 1939 році.
У боях німецько-радянської війни з 1942 року. Воював на багатьох фронтах, починаючи з перших боїв за Сангарський перевал і аж до штурму Берліна. Командував ротою, батальйоном, був беззмінним командиром 307-го Червонопрапорного стрілецького полку 61-ї стрілецької Нікопольської Червонопрапорної ордена Суворова дивізії.
У боях за Берлін 24 квітня 1945 р. був смертельно поранений осколком снаряда.
Звання Героя Радянського Союзу присвоєно посмертно 27 червня 1945 року.

## Нагороди
- орден Леніна
- два ордена Бойового Червоного Прапора
- орден Суворова III ступеня
- орден Кутузова III ступеня
- орден Олександра Невського
- орден Вітчизняної війни І ступеня